# Piet Hein Honig
Piet Hein Honig (Krommenie, 17 januari 1957 – Deventer, 11 oktober 2009) was een Nederlands bankmedewerker. Hij werd echter bekend vanwege zijn theaterencyclopedie Acteurs- en Kleinkunstenaarslexicon uit 1984.

## Carrière
Honig doorliep het gymnasium, maar maakte dit niet af. In deze periode bezocht hij al talloze theatervoorstellingen.
Zijn lexicon uit 1984, bekend als "de dikke Honig", bevat circa 3200 biografieën en andere gegevens van acteurs etc. Het was de opvolger van "de Coffeng", Lexicon van de Nederlandse Tonelisten van Johannes Martinus Coffeng uit 1965. Honigs boekwerk, in eigen beheer uitgegeven vanuit Diepenveen, behandelt de periode na 1880, ofwel honderd jaar theater. Honig was tien jaar als hobbyist bezig alles uit te pluizen en moest zijn baan als bankemployé er aan geven. Het uitzoekwerk voor lexicon werd geïnspireerd op de Who is Who-gidsen uit Engeland. Ook Honig moest te rade bij het Theater Instituut Nederland en de voorloper daarvan, het Toneelmuseum. De wens om het boekwerk eens in de drie jaar te verversen, kwam niet van de grond.
In 1992 kwam het vervolg in samenwerking met Hanns-Georg Rodek: 100.001-Encyclopedie van de internationale showbusiness in de 20ste eeuw, dat meer dan duizend pagina’s telde. Het verscheen ook in het Duits. Achteraf bleek dat hij zich zwaar vertild had aan het werk: er werden minder exemplaren van verkocht dan vooraf ingeschat. De jaren daarna hield hij zich schuil, volgens sommigen om te ontlopen aan schuldeisers. 
Tijdens de laatste periode van zijn werkzame leven werkte Honing voor het Nederlands Instituut voor Beeld en Geluid in Hilversum. Het bestond opnieuw uit inventariseren, ditmaal van plaatjes van het Eurovisiesongfestival uit de collectie Willem van Beusekom. Ook probeerde hij vanaf 2005 orde te krijgen in een collectie van 15.000 singles waarbij hij tekstschrijvers en componist moest zien te achterhalen.
Honig overleed aan een hersentumor, die al eerder zijn gezichtsvermogen had aangetast.

## Privé
Honig is naar eigen zeggen verre familie van de familie Honig van de firma Honig. Zijn vader werkte op de pensioenadministratie bij Verblifa, zijn moeder had een stoffenzaak.
- Digitale Bibliotheek voor de Nederlandse Letteren: honi019
- Gemeinsame Normdatei: 172142873
- International Standard Name Identifier: 0000 0000 7837 3203
- Library of Congress Control Number: nr94021548
- Nederlandse Thesaurus van Auteursnamen: 070508720
- Virtual International Authority File: 26946458
- WorldCat: E39PBJkTb6pM3DKgHCq6XRVt8C